# Шанс для динозавра
«Шанс для динозавра» — фантастический роман Александра Громова 2009 года, прямо полемизирующий с повестью Стругацких «Трудно быть богом».
Роман получил награду «Бронзовый кадуцей» на XI фестивале фантастики «Звёздный мост» (Харьков, 2009) и премию Федерации независимых профсоюзов России «Час быка», за «самое социально ориентированное произведение» (2010).

## Сюжет
А. Громов следующим образом охарактеризовал свою работу над романом:

Уже начав, понял, что вещь стремится выродиться в чистую антитезу «Трудно быть богом». Трое землян в мире, примерно соответствующем XV веку. Один из них станет князем, другой пророком, третий дьяволом. Попытки направить историю в иное русло. При этом связи с Землёй нет и не будет. Политика, экономика, религия, интриги, войны, залпы бомбард. Булыжным градом по латной кавалерии. <…>

И вот ещё что занятно. Во всех читанных мною романах такого рода, начиная с «Янки из Коннектикута при дворе короля Артура», герои терпят фиаско, а социум, над которым они работали, умывшись кровушкой, возвращается на исходные позиции. Истмат дает этому солидное объяснение, но все-таки что-то с этим надо делать. Непорядок.— Форум поклонников творчества Александра Громова
Человечество будущего достигло высочайшего уровня материального развития, но из-за господства потребительских ценностей лишилось стимулов к дальнейшему развитию. После постройки звездолёта удалось набрать только четырёх человек в его команду. Командир, которому нечего делать в Утопии, сознательно направил корабль на чёрную дыру, после погружения в которую экипаж был вынесен к неизвестной звёздной системе, обитаемая планета которой достигла уровня развития, сопоставимого с земным Средневековьем. Оставшиеся в живых астронавты решают высадиться на планете и попытаться повернуть её развитие на путь, который не приведёт к обществу потребления, как на оставленной Земле. Первый высадился в пустыне, став знаменитым отшельником, проповедником новой религии, основанной на ценностях буддизма, второй стал «дьяволом» — искусителем, разносчиком ересей (сохранив высокотехнологичное оружие и пользуясь космическим челноком), тогда как третий — Анатолий Баринов (Барини Гилгамский) — пошёл на службу к местному князю, стремясь стать самостоятельным правителем. Его образ представляет собой нечто среднее между Руматой Эсторским и бароном Пампой. В результате бывшие соратники ссорятся из-за выбора путей реализации своей миссии, и только Барини суждено стать императором и главой новой веры.

## Критическое восприятие
Критик Василий Владимирский счёл исходную авторскую идею — вырождения гуманистического человечества — «слишком банальной и недостаточно убедительной». Роману А. Громова присуща сильная идеологическая составляющая. «Шанс для динозавра» вписан в большую традицию российской фантастики, которая противопоставляет «хороший» восточный путь «плохому» западному, неизбежно приводящему к «диктатуре серого большинства».

## Издания
- Громов А. Шанс для динозавра : [фантастический роман]. — М. : Эксмо, 2009. — 445 с. — (Русская фантастика). — ISBN 978-5-699-33451-3.
- Громов А. Шанс для динозавра : роман. — М. : Эксмо, 2010. — 445 с. — (Стальная крыса). — ISBN 978-5-699-44464-9.
- Громов А. Шанс для динозавра: [роман]. — М. : Вече, 2019. — 381 с. — (Новая библиотека приключений и научной фантастики). — ISBN 978-5-4484-0840-3.